# Xuddur (distrito)
Distrito de Xuddur (somali:  magaalada xudur) é um distrito na região sudoeste de Bakool, na Somália. Sua capital é Xuddur.